# Un universo inquieto
Un universo inquieto è un saggio scritto dal Premio Nobel Rita Levi-Montalcini nel 2011 e dedicato alla sorella gemella Paola, pittrice "libera, transfuga vestale d'arte".
Il titolo riprende quello in inglese di una sua opera (Restless Universe), dove attraverso l'utilizzo della matematica e di forme geometriche esterna la sua inesausta creatività artistica, tradotta in seguito nella molteplicità delle sue configurazioni sia pittoriche che cinetico-luminose.
Nel libro sono riportati alcuni disegni ed appunti di Paola ritrovati in un taccuino, corredati da riflessioni sulle tecniche adottate dai più grandi pittori rinascimentali e barocchi. Sono stati inoltre trascritti articoli di giornali e 62 lettere inviate alla madre Adele, a Rita e all'amico Bruno Zevi, da cui emerge uno spaccato del suo vissuto umano ed artistico, e di quanti hanno avuto modo di amarla ed ammirarla tra i quali Giorgio De Chirico, Giulio Carlo Argan, Tullia Zevi, Gillo Dorfles, Lalla Romano e molti altri.

## Edizione
- Rita Levi-Montalcini, Un universo inquieto, Baldini Castoldi Dalai, 2001. ISBN 8884901111.